# 南方鰟鮍
南方鰟鮍（学名：Rhodeus meridionalis）為輻鰭魚綱鯉形目鱊科鰟鮍屬的其中一種，分布於歐洲瓦爾達爾以南到皮尼奧斯間的愛琴海沿岸淡水流域，體長可達9.5公分，棲息在中、大型河流、池塘、湖泊、運河的底中層水域，雌魚會在將卵產在蚌殼內，幼魚孵化後，會留在貝殼中直到能獨立游泳。

## 扩展阅读
維基物種上的相關：南方鰟鮍